# Gustavo Sylvestre
Gustavo Fabián Sylvestre (Concepción del Uruguay, 8 de noviembre de 1962) es un periodista y analista político argentino. 
En sus inicios, fue una de las figuras destacadas del canal TN, perteneciente al Grupo Clarín, y se lo identificaba como crítico del kirchnerismo durante los gobiernos de Néstor y Cristina Kirchner en la denominada "década ganada". Durante esa etapa, cuestionó duramente programas oficialistas como 6-7-8, al punto de pedir su censura.
Con su pase a C5N y la compra al canal ya nombrado de parte del Grupo Indalo, Sylvestre adoptó una postura más cercana al kirchnerismo, apoyando al gobierno de Alberto Fernández y Cristina Kirchner, lo que representó un giro notable en su carrera. Este cambio generó reacciones encontradas, evidenciando las divisiones políticas y la polarización dentro del periodismo argentino. Mientras sus críticos señalan esta transformación como una contradicción, otros lo valoran como un ejemplo de alineamiento político claro.
La evolución de su carrera ha sido objeto de análisis en términos de ética periodística, destacando cómo los contextos políticos pueden influir en las narrativas mediáticas y en la construcción de la imagen de figuras públicas. Sylvestre se ha convertido en un caso emblemático de los desafíos que enfrenta el periodismo en un escenario de alta polarización.

## Trayectoria
Es profesor de Historia, y ha desarrollado tareas periodísticas en diversos diarios, radios y canales de televisión. Desde 1996 hasta fines de enero del año 2011 condujo el programa A dos voces junto a Marcelo Bonelli por TN. También trabaja en Radio 10, como conductor de "Mañana Sylvestre", y en C5N a diario en Minuto Uno.
Fue galardonado con el Premio Martín Fierro por A dos voces (mejor programa periodístico), el Premio Ondas (otorgado por la cadena SER de España), el Premio del New York Festival y el Premio Broadcasting, entre otros.
Desde agosto de 2014 conduce el programa Minuto Uno, por C5N, junto a Juan Ignacio Tomas Amorín, Irina Hauser, David Cufré y Pedro Brieger.
Desde 2012 hasta 2016, el periodista condujo el programa Mañana Sylvestre por Radio del Plata. Desde allí en adelante, el programa se emite por Radio 10.
El programa es conducido por Gustavo Sylvestre, junto a panelistas como Juan Amorin, Irina Hauser, David Cufré y Pedro Brieger.

## Controversias
En 2014 tras una investigación periodística fue despedido del canal América sin ninguna explicación. En 2014 tras unas denuncias sobre corrupción en el GCBA Radio del Plata, Gustavo Sylvestre, le incendiaron intencionalmente su camioneta frente a su domicilio del barrio porteño de Saavedra
En agosto de 2020, el expresidente Eduardo Duhalde alertó sobre la posibilidad de un golpe de Estado en la Argentina. le habría dicho al entonces presidente Alberto Fernández que "la oficialidad joven del ejército estaba tramando un golpe junto a Juan José Gómez Centurión y José Luis Espert", tras esto, afirmó "encima perdieron una guerra, en forma cobarde, porque cuando tuvieron que ir a defender la patria, que era la tarea de ellos perdieron la guerra en forma cobarde. ¿Por qué? Porque se habían dedicado tanto a asaltar a las instituciones de la república que cuando tuvieron que demostrar en el campo no supieron qué hacer". Posteriormente aclaró que se refirió a los generales, Leopoldo Fortunato Galtieri y Mario Benjamín Menéndez, y no a los veteranos.